# John Taylor, Baron Taylor of Holbeach

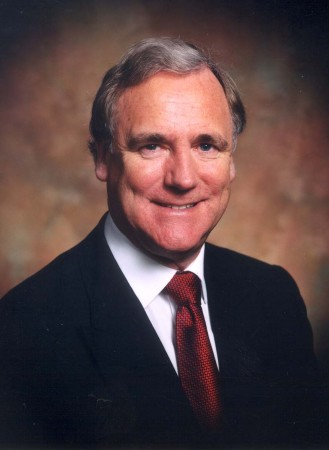
John Taylor, Baron Taylor of Holbeach

John Derek Taylor, Baron Taylor of Holbeach CBE FRSA (* 12. November 1943) ist ein britischer Politiker der Conservative Party und seit 2006 als Life Peer Mitglied des House of Lords.

## Leben

### Funktionär der Conservative Party
Taylor besuchte die Primary School in Holbeach, die St. Felix School in Felixstowe sowie das Bedford College. Danach war er in der Privatwirtschaft tätig.
Bereits Mitte der 1960er Jahre begann er sein politisches Engagement und war zwischen 1966 und 1998 Mitglied des Exekutivkomitees der Conservative Party in der Region East Midlands. Bei den Unterhauswahlen am 28. Februar sowie am 10. Oktober 1974 bewarb er sich erfolglos im Wahlkreis Chesterfield um ein Mandat im House of Commons.
Zwischen 1982 und 1987 engagierte er sich verschiedenen Arbeitskreisen für die europäische Glühlampenindustrie und war von 1985 bis 1989 Mitglied des Finanzkomitees der Conservative Party. Neben seiner Tätigkeit als Mitglied des Gartenbauentwicklungsrates von 1986 bis 1991 war er zwischen 1990 und 1992 zunächst Mitglied des Regionalgremiums des Landwirtschaftsministeriums für East of England und anschließend 1996 für East Midlands.
Für seine Verdienste wurde er 1992 zum Commander des Order of the British Empire ernannt.
Taylor, der von 1995 bis 2001 erstmals auch Mitglied des Komitees für Gärtenverwaltung im Bistum Lincoln war, war zwischen 1996 und 1998 erstmals auch Mitglied des Managementkomitees der konservativen Tories sowie zusätzlich von 1997 bis 1998 Vorsitzender des Kandidatenkomitees und zeitgleich Präsident der Parteikonferenzen seiner Partei.
Mit dem Jahr 2000 übernahm Taylor zahlreiche herausragende Funktionen in der Conservative Party, und zwar war er von 2000 bis 2003 stellvertretender Parteivorsitzender, Vorsitzender der National Conservative Convention sowie abermals Mitglied des Managementkomitees seiner Partei. Daneben war er zwischen 2001 und 2009 Vorsitzender der Auslandsorganisation der Partei (Conservatives Abroad) und von 2002 bis 2005 erneut Vorsitzender des Kandidatenkomitees der Tories sowie schließlich zwischen 2006 und 2010 Vorsitzender des Pensionsfonds der Mitarbeiter der Konservativen Partei. Seit 2004 ist er darüber hinaus wieder Mitglied des Komitees für Gärtenverwaltung im Bistum Lincoln.

### Mitglied des House of Lords
Am 5. Juni 2006 wurde Taylor als Life Peer mit dem Titel Baron Taylor of Holbeach, of South Holland in the County of Lincolnshire, in den Adelsstand erhoben und ist seither Mitglied des House of Lords.
Während seiner Mitgliedschaft im Oberhaus wurde er als Deputy Chief Whip 2006 zuerst Sprecher der oppositionellen Tory-Fraktion für Umwelt, für Wales sowie für Arbeit und Pensionen. Anschließend war er von Januar 2007 bis Januar 2009 Schatten-Minister für Umwelt, Ernährung und ländliche Angelegenheiten im Schattenkabinett der Konservativen sowie zwischen Januar 2009 und Mai 2010 Schatten-Minister für Arbeit und Pensionen.
Nach dem Wahlsieg der Conservative Party bei den Unterhauswahlen vom 6. Mai 2010 und dem Amtsantritt von Premierminister David Cameron wurde Baron Taylor Sprecher der Regierungsfaktion für das Kabinettamt, Energie und Klimawandel sowie für Arbeit und Pensionen.
Seit 2011 ist er Parlamentarischer Unterstaatssekretär im Ministerium für Umwelt, Ernährung und ländliche Angelegenheiten und gehört damit zum engsten Mitarbeiterstab von Ministerin Caroline Spelman.